# Aloe granata
Aloe granata é uma espécie de liliopsida do gênero Aloe, pertencente à família Asphodelaceae.